# بخش رانچی
بخش رانچی (به انگلیسی: Ranchi district) یک منطقهٔ مسکونی در هند است که در South Chotanagpur division واقع شده‌است. بخش رانچی ۵٬۰۹۷ کیلومتر مربع مساحت و ۲٬۹۱۴٬۲۵۳ نفر جمعیت دارد.